# Gianni Garko
Gianni Garko, właśc. Giovanni Garcovich (ur. 15 lipca 1935 roku w Zadarze, w Dalmacji, we Włoszech) – włoski aktor filmowy, teatralny i telewizyjny.
Dorastał w Zadarze. W 1948 r. przeniósł się do Triestu, gdzie występował w Piccolo Teatro di Trieste. Następnie podjął studia na Accademia Nazionale d'Arte Drammatica w Rzymie, gdzie rozpoczął obiecującą karierę w teatrze; w sztuce Veglia la mia casa, angelo (1958) w reżyserii Luchino Viscontiego. Debiutował na ekranie w Zawsze zwycięski (Pezzo, capopezzo e capitano, 1958) obok Vittorio De Sica. Potem grał różnego rodzaju role w spaghetti westernach i komediach włoskich. W 1964 r. występował na scenie Teatro Lirico w Mediolanie w komedii Carla Goldoniego Awantura w Chioggi.
W serialu Kosmos 1999 (Space: 1999, 1975) pojawił się w roli astronauty Tony'ego Cellini. W telenoweli Życie (Vivere, 2002-2004) wystąpił w roli przedsiębiorcy Pierfrancesco Moretti. Wziął również udział w reklamach, m.in. oliwy z oliwek i wina.
W latach 1973–1986 związany był z Susanną Martinkovą.

## Wybrana filmografia
- 1959: Śmierć przyjaciela (Morte di un amico) jako Aldo
- 1959: Kapo (Kapò) jako niemiecki żołnierz
- 1962: Poncjusz Piłat (Pontius Pilate) jako Jonatan
- 1962: Legenda Eneasza (La Leggenda di Enea) jako
- 1964: Saul i Dawid (Saul e David) jako Dawid (król Izraela)
- 1966: Prawie człowiek (Un Uomo a metà) jako brat Michele
- 1968: Se incontri Sartana prega per la tua morte jako Sartana
- 1970: Przyjacielu, niech ci ziemia lekką będzie (Buon funerale, amigos!... paga Sartana) jako Sartana
- 1971: Rzeka złoczyńców (Bad Man's River) jako Ed Pace
- 1977: Trzy Szwedki w Bawarii (Drei Schwedinnen in Oberbayern) jako Otto Gruber
- 1977: Siedem czarnych nut (Sette note in nero) jako Francesco Ducci
- 1983: Przygody Herkulesa (Herkules) jako Valcheus
- 1984: Monster Shark (Shark: Rosso nell'oceano) jako szeryf Gordon
- 1991: Zagadka osobowości (Body Puzzle) jako Szef policji